# 1996年のヤクルトスワローズ
1996年のヤクルトスワローズ（1996ねんのヤクルトスワローズ）では、1996年のヤクルトスワローズにおける動向をまとめる。
この年のヤクルトスワローズは、野村克也監督の7年目のシーズンである。

## 概要
前年巨人・長嶋茂雄監督の目前で胴上げを果たした野村監督はこの年も連覇を狙い、若返りのため西武を自由契約となった辻発彦を獲得。辻の加入を除けば前年とほぼ同じ戦力だったが、チームは6月まで広島・中日に次ぐ3位とまずまずの成績を収めた。しかし、7月に入るとメークドラマを合言葉に巨人が反撃するとBクラスに転落。さらに2年前同様故障者が続出するとチームはAクラスの座が遠くなり、最終的に優勝の巨人と16ゲーム差の4位でシーズンを終えた。投手陣では前年優勝の立役者だったテリー・ブロスが相手球団にマークされて成績を落としたが、吉井理人やこの年ダイエーから移籍の田畑一也など移籍組が2ケタ勝利を挙げた。打撃陣では辻が中日のアロンゾ・パウエルと首位打者を争い、トーマス・オマリーやヘンスリー・ミューレンス（ミューレン）もそれなりの成績を残した。シーズン終了後、6年連続打率3割のオマリーや1994年オフにロッテから移籍して翌年の優勝に貢献したミューレンがこの年を最後に退団しチームは世代交代期に入る。

## チーム成績

### レギュラーシーズン
|   | 開幕：4/5 | 開幕：4/5  | 5/1 | 5/1        | 6/1 | 6/1        | 7/2 | 7/2        | 8/1 | 8/1        | 9/3 | 9/3        |
| - | --------- | ---------- | --- | ---------- | --- | ---------- | --- | ---------- | --- | ---------- | --- | ---------- |
| 1 | 中        | 飯田哲也   | 中  | 飯田哲也   | 中  | 土橋勝征   | 中  | 飯田哲也   | 中  | 飯田哲也   | 二  | 辻発彦     |
| 2 | 二        | 辻発彦     | 二  | 笘篠賢治   | 右  | 稲葉篤紀   | 左  | 土橋勝征   | 右  | 稲葉篤紀   | 中  | 飯田哲也   |
| 3 | 左        | 土橋勝征   | 遊  | 土橋勝征   | 二  | 辻発彦     | 二  | 辻発彦     | 二  | 辻発彦     | 右  | 稲葉篤紀   |
| 4 | 一        | オマリー   | 一  | オマリー   | 一  | オマリー   | 一  | オマリー   | 一  | オマリー   | 一  | オマリー   |
| 5 | 捕        | 古田敦也   | 右  | 稲葉篤紀   | 捕  | 古田敦也   | 捕  | 古田敦也   | 捕  | 古田敦也   | 捕  | 古田敦也   |
| 6 | 右        | 稲葉篤紀   | 三  | ミューレン | 左  | 秦真司     | 右  | 稲葉篤紀   | 左  | 土橋勝征   | 左  | 土橋勝征   |
| 7 | 三        | ミューレン | 左  | 高梨利洋   | 遊  | 池山隆寛   | 遊  | 池山隆寛   | 三  | ミューレン | 三  | ミューレン |
| 8 | 遊        | 宮本慎也   | 捕  | 野口寿浩   | 三  | ミューレン | 三  | ミューレン | 遊  | 宮本慎也   | 遊  | 宮本慎也   |
| 9 | 投        | ブロス     | 投  | 田畑一也   | 投  | 山本樹     | 投  | 吉井理人   | 投  | 田畑一也   | 投  | 石井一久   |

| 順位 | 4月終了時 | 4月終了時 | 5月終了時 | 5月終了時 | 6月終了時 | 6月終了時 | 7月終了時 | 7月終了時 | 8月終了時 | 8月終了時 | 9月終了時 | 9月終了時 | 最終成績 | 最終成績 |
| ---- | --------- | --------- | --------- | --------- | --------- | --------- | --------- | --------- | --------- | --------- | --------- | --------- | -------- | -------- |
| 1位  | 横浜      | --        | 中日      | --        | 広島      | --        | 広島      | --        | 巨人      | --        | 巨人      | --        | 巨人     | --       |
| 2位  | 中日      | 2.0       | 広島      | 0.0       | 中日      | 5.5       | 中日      | 4.0       | 広島      | 1.0       | 広島      | 2.5       | 中日     | 5.0      |
| 3位  | 広島      | 5.0       | 巨人      | 3.0       | ヤクルト  | 7.5       | 巨人      | 5.0       | 中日      | 4.5       | 中日      | 3.5       | 広島     | 6.0      |
| 4位  | ヤクルト  | 5.0       | ヤクルト  | 4.5       | 巨人      | 11.0      | ヤクルト  | 5.5       | ヤクルト  | 9.5       | ヤクルト  | 12.5      | ヤクルト | 16.0     |
| 5位  | 巨人      | 7.0       | 横浜      | 5.0       | 横浜      | 12.0      | 横浜      | 12.0      | 横浜      | 15.5      | 阪神      | 20.5      | 横浜     | 22.0     |
| 6位  | 阪神      | 8.0       | 阪神      | 11.5      | 阪神      | 18.0      | 阪神      | 15.5      | 阪神      | 17.5      | 横浜      | 21.0      | 阪神     | 23.0     |

| 順位 | 球団               | 勝 | 敗 | 分 | 勝率 | 差   |
| 1位  | 読売ジャイアンツ   | 77 | 53 | 0  | .592 | 優勝 |
| 2位  | 中日ドラゴンズ     | 72 | 58 | 0  | .554 | 5.0  |
| 3位  | 広島東洋カープ     | 71 | 59 | 0  | .546 | 6.0  |
| 4位  | ヤクルトスワローズ | 61 | 69 | 0  | .469 | 16.0 |
| 5位  | 横浜ベイスターズ   | 55 | 75 | 0  | .423 | 22.0 |
| 6位  | 阪神タイガース     | 54 | 76 | 0  | .415 | 23.0 |

## オールスターゲーム1996
- 監督

野村克也
- ファン投票

古田敦也
- 監督推薦

山部太
高津臣吾
田畑一也
オマリー
辻発彦
吉井理人（補充選手）

## できごと
- 6月29日 - ×阪神戦（明治神宮野球場）の8回裏、打者・古田敦也に対し投手・嶋田哲也は3球連続してビーンボール。これに怒った古田と止めに入った捕手・山田勝彦が乱闘となり両者退場。さらに退場のアナウンスを担当した田中俊幸審判が、「阪神タイガース山田選手と、ヤクルトアトムズの古田選手を暴力行為で退場と致します」と、球団名を間違えてしまう失態を犯す。
- 6月30日 - 前日の乱闘、および審判のアナウンスミスに対し、セ・リーグは古田敦也選手と山田勝彦選手に制裁金10万円、田中審判に厳重注意と罰金3万円の裁定を下す。さらに審判の管理責任があるとして、川島廣守セ・リーグ会長に5万円、渋沢良一事務局長に2万円、山本文男審判部長に1万円の罰金が処せられた[3]。

## 表彰選手
| リーグ・リーダー |
| ---------------- |
| 受賞者なし       |

| ベストナイン       | ベストナイン | ベストナイン |
| ------------------ | ------------ | ------------ |
| 選出なし           |              |              |
| ゴールデングラブ賞 |              |              |
| 選手名             | ポジション   | 回数         |
| 飯田哲也           | 外野手       | 6年連続6度目 |

## ドラフト
| 順位 | 選手名   | 守備   | 所属               | 結果 |
| ---- | -------- | ------ | ------------------ | ---- |
| 1位  | 伊藤彰   | 投手   | 山梨学院大学附属高 | 入団 |
| 2位  | 岩村明憲 | 内野手 | 宇和島東高         | 入団 |
| 3位  | 山﨑貴弘 | 投手   | 小笠高             | 入団 |
| 4位  | 小野公誠 | 捕手   | 東北福祉大学       | 入団 |
| 5位  | 副島孔太 | 外野手 | 法政大学           | 入団 |